# Амэ но Хохи
Амэ-но Хохи (アメノホヒ, «Небесное солнце») — второй сын богини солнца Аматэрасу в японской мифологии. От Амэ-но Хохи произошёл Кокусо. Считается, что он был одним из предков правителей Идзумо.

## Мифология

Схема клятвы между Аматэрасу и Сусаноо (из Кодзики)

В некоторых мифах он был отправлен первым на землю после того, как от этого отказался его брат Амэ-но-ошихомими. Однако, когда он не вернулся через три года, ками послали за ним другого бога.

## Семья
Сыновей Амэ-но Хохи зовут Амэ-но-Хинадори и Такехи-Натеру. Амэ-но Хохи считается одним предков Идзумо-но Оми, а также жрецов Идзумо и клана Сугавара. Потомком Амэ-но Хохи являлся Номи-но Сукунэ.

## Поклонение
Тагата дзиндзя — храм, посвященный Амэ-но Хохи. По легенде, он похоронен в храме Камейдо Тэндзин.